# Amsterdamse grachten

Kaart van de grachten in de binnenstad van Amsterdam.

De  Amsterdamse grachten zijn de grachten in het centrum van de Nederlandse stad Amsterdam. De 17e-eeuwse grachtengordel met de hoofdgrachten Singel, Herengracht, Keizersgracht en Prinsengracht plus een deel van het omliggende gebied zijn in 2010 opgenomen in de UNESCO-Werelderfgoedlijst.

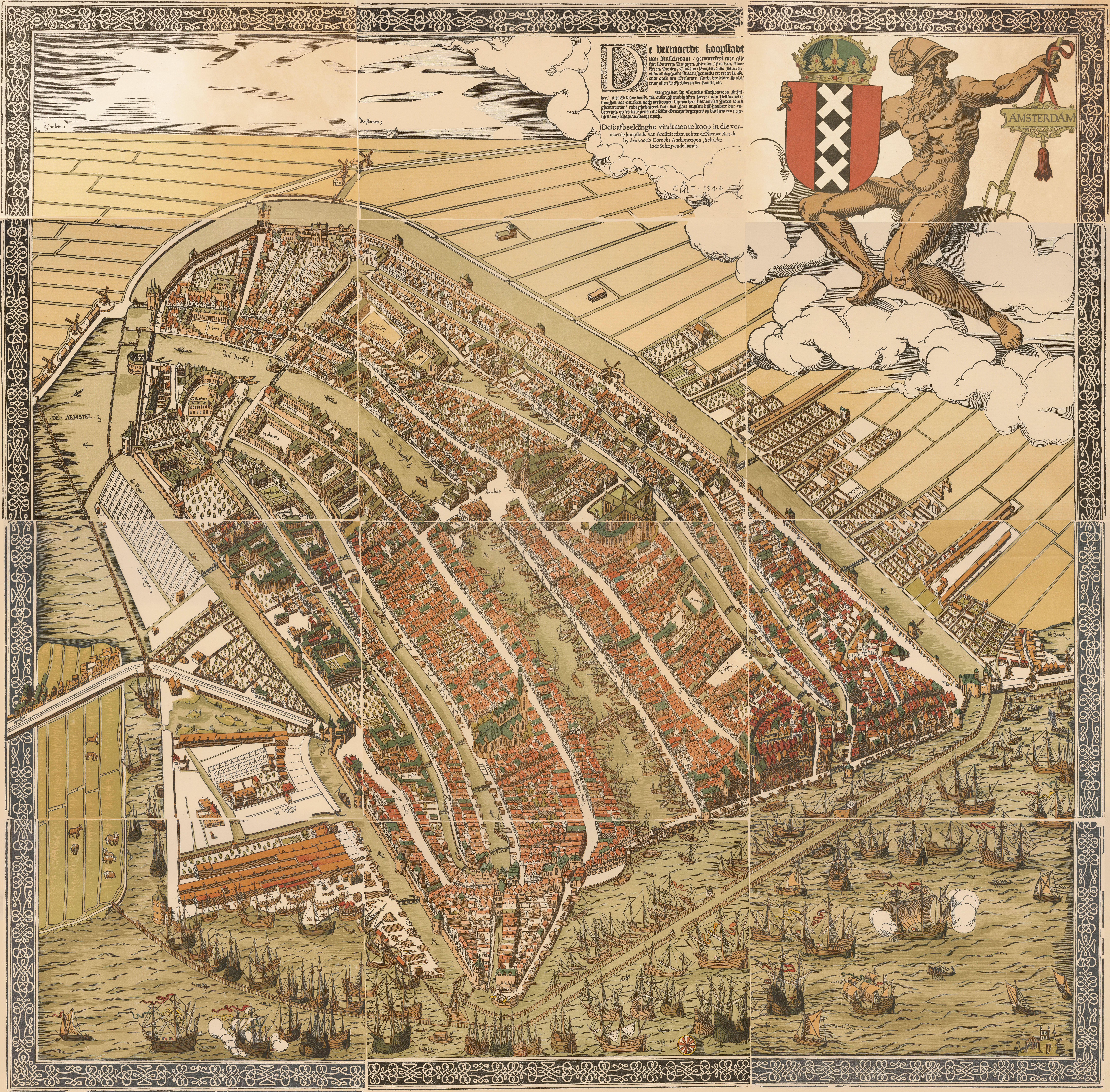
Kaart uit 1544 van de binnenstad van Amsterdam, waarop duidelijk de oudste grachten zijn te zien.

## Functie
Vanaf de begintijd van de stad hebben natuurlijke en gegraven waterwegen er een belangrijke rol gespeeld bij de waterbeheersing, het transport en de verdediging tegen vijandige legers. In het laatste kwart van de 19e eeuw werden diverse grachten gedempt, vanwege de hygiëne en om het wegverkeer meer ruimte te bieden.
Kenmerk van de grachten is dat het gegraven wateren zijn, dit in tegenstelling tot natuurlijke wateren, zoals rivieren (Amstel en IJ). Het uit de grachten opgegraven slib werd veelal gebruikt voor ophoging van de omliggende terreinen. Ook tegenwoordig moeten de grachten nog regelmatig gebaggerd worden om voldoende diepte te behouden.
De grachten hebben nog steeds een belangrijke functie in het scheepvaartverkeer, vooral voor toeristische doeleinden, zoals de Amsterdamse rondvaartboten. De belangrijkste rol van de grachten is echter nog steeds de waterbeheersing.

## De Amstel
Omstreeks 1270 werd in de Amstel een dam aangelegd. Aan beide zijden van het gekanaliseerde en afgedamde stuk Amstel (het huidige Damrak en Rokin) ontstond in de late middeleeuwen de binnenstad van Amsterdam.
- Damrak (gedeeltelijk gedempt in 1845 en 1883)
- Rokin (gedeeltelijk gedempt in 1934 en 1937)
- Amstel

## Burgwallen

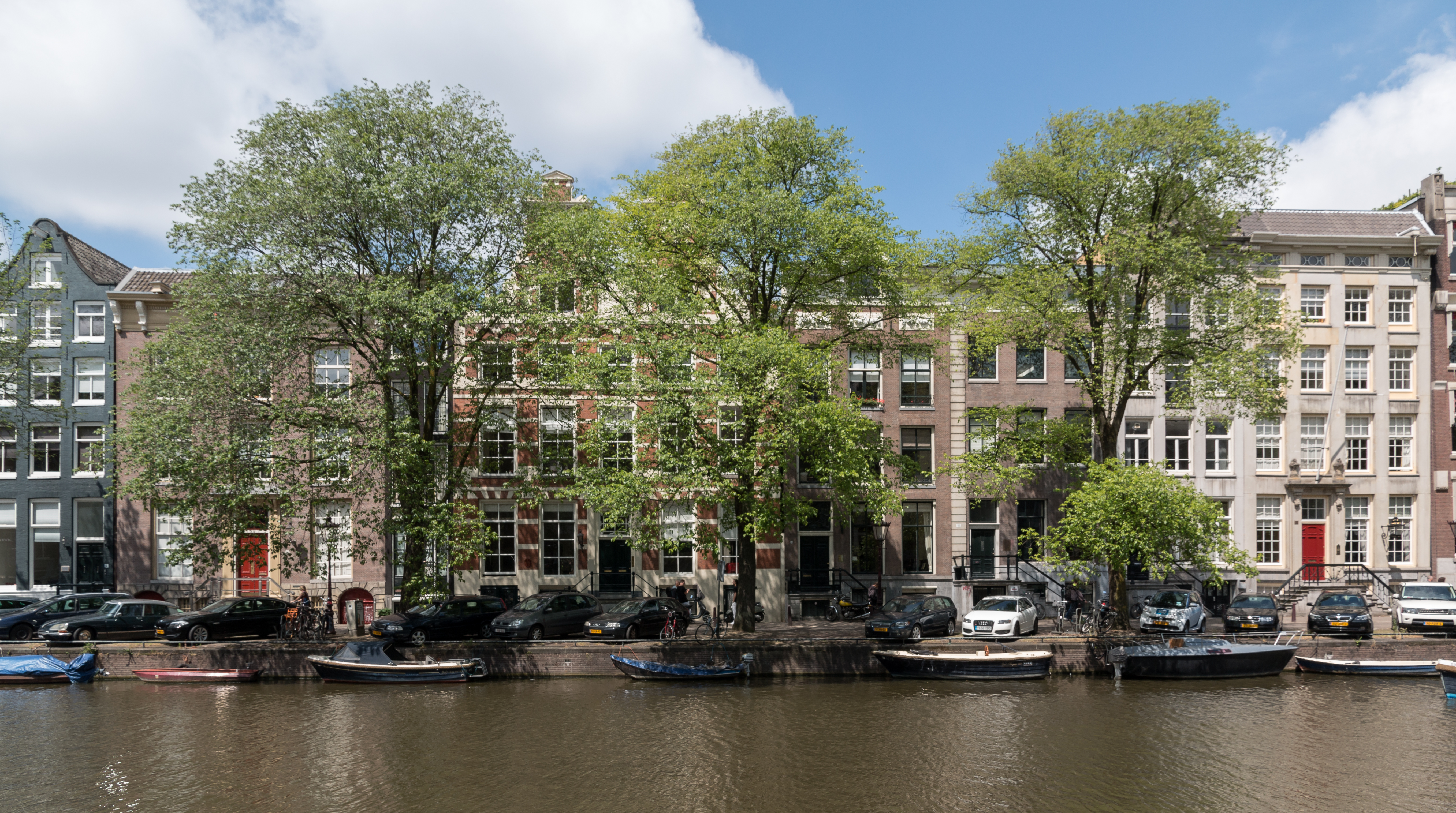
Singel in 2015.

Na de aanleg van een dubbele rij burgwallen aan beide zijden van de Amstel, werden in de 15e eeuw onder andere het Singel, de Kloveniersburgwal en de Geldersekade als verdedigingswerken gegraven. Na verdere uitbreiding van de stad bleven deze wateren als gracht in het stadsbeeld aanwezig.
Burgwallen Oude Zijde:
- Oudezijds Kolk
- Oudezijds Voorburgwal
- Oudezijds Achterburgwal
- Grimburgwal
- Geldersekade
- Kloveniersburgwal

Burgwallen Nieuwe Zijde:
- Martelaarsgracht (gedempt in 1884)
- Nieuwezijds Voorburgwal (gedempt in 1884)
- Nieuwezijds Achterburgwal (gedempt in 1867, nu Spuistraat)
- Spui (gedempt in 1882)
- Singel

## Lastage
In de 16e eeuw werden aan de oostkant van de Burgwallen nieuwe grachten in de Lastage gegraven.
- Rechtboomssloot
- Kromboomssloot
- Groenburgwal
- Zwanenburgwal
- Raamgracht
- Oudeschans
- Snoekjesgracht
- Waalseilandsgracht
- Rapenburgwal
- Uilenburgergracht
- Houtkopersburgwal (gedempt in 1968, weer opengegraven in 1978)
- Markengracht (gedempt in 1968)
- Houtgracht (gedempt in 1874, nu Waterlooplein)
- Leprozengracht (gedempt in 1874, nu Waterlooplein)

## Grachtengordel en Plantage
In de 17e eeuw werd rondom de Burgwallen en de Lastage in drie opvolgende sectoren (noordwest, zuidwest en zuidoost) de beroemde grachtengordel gegraven, met de hoofdgrachten (Nieuwe) Herengracht, Keizersgracht en Prinsengracht en diverse dwarsgrachten. Aan het oostelijke uiteinde van de Grachtengordel werd de Plantage aangelegd. De buitenring werd gevormd door de Buitensingelgracht. Sinds de slechting van de wallen heet deze Singelgracht. Daarbinnen ligt de Lijnbaansgracht.
- Herengracht en Nieuwe Herengracht
- Keizersgracht en Nieuwe Keizersgracht
- Prinsengracht en Nieuwe Prinsengracht
- Lijnbaansgracht
- Singelgracht
- Brouwersgracht
- Blauwburgwal
- Leliegracht
- Leidsegracht
- Spiegelgracht
- Vijzelgracht (gedempt in 1934)
- Reguliersgracht
- Achtergracht en Nieuwe Achtergracht
- Onbekendegracht
- Plantage Muidergracht (vroeger: Plantage Lijnbaansgracht)
- Schippersgracht
- Beulingsloot
- Warmoesgracht (gedempt in 1894, nu onderdeel van de Raadhuisstraat)

## Jordaan
De Jordaan werd in dezelfde periode als de grachtengordel gebouwd. Ook de Jordaan telde niet minder dan elf grachten, waarvan er nu nog vijf water bevatten. Deze grachten bestonden vóór de stadsuitbreiding overigens al als afwateringssloten in het toenmalige veenweidegebied, waardoor het stratenpatroon in de Jordaan nog steeds afwijkt van dat in de binnenstad.
- Palmgracht (gedempt in 1895)
- Lindengracht (gedempt in 1895)
- Goudsbloemgracht (gedempt in 1857, nu Willemsstraat)
- Anjeliersgracht (gedempt in 1861, nu Westerstraat)
- Egelantiersgracht
- Bloemgracht
- Rozengracht (gedempt in 1889)
- Elandsgracht (gedempt in 1891)
- Lauriergracht
- Looiersgracht
- Passeerdersgracht

## Westelijke en Oostelijke Eilanden
In het IJ werden ook in de 17e eeuw ten noorden van de Jordaan de Westelijke Eilanden en ten noorden van de Plantage de Oostelijke Eilanden gecreëerd, waartussen ook grachten lopen. In de 19e eeuw werden tussen de Westelijke en Oostelijke Eilanden nog het Stationseiland, het Westerdokseiland en het Oosterdokseiland aangelegd, waarmee het huidige centrum van Amsterdam werd gecompleteerd. Deze laatste eilanden kennen geen grachten, maar worden van de rest van het centrum gescheiden door respectievelijk het Open Havenfront, het Westerdok en het Oosterdok.
Westelijke Eilanden:
- Eilandsgracht
- Bickersgracht
- Prinseneilandsgracht
- Realengracht
- Zoutkeetsgracht
- Smallepadsgracht

Oostelijke Eilanden:
- Entrepotdok (Nieuwe Rapenburgergracht)
- Entrepotdoksluis
- Nieuwe Vaart (Kattenburgergracht, Wittenburgergracht, Oostenburgergracht)
- Kattenburgervaart
- Wittenburgervaart
- Oostenburgervaart
- Dijksgracht

## Grachten buiten het centrum
Ook in de 19e-eeuwse en 20e-eeuwse stadsuitbreidingen zijn nog diverse grachten gegraven. Hier hebben zij voornamelijk een functie in de waterbeheersing.

### West
- Le Mairegracht
- Van Noordtgracht
- Van Oldenbarneveldtgracht (gedempt in 1905)
- Hugo de Grootgracht
- Da Costagracht
- Bilderdijkgracht
- De Rijpgracht
- Admiralengracht
- Erasmusgracht
- Postjeswetering
- Jacob van Lennepkanaal

### Houthaven
- Gevlewater
- Lübeckgracht
- Stralsundgracht
- Koningsbergengracht
- Kolberggracht
- Pernaugracht
- Wismargracht
- Houthavengracht

### Zuid
- Stadiongracht
- Westlandgracht
- Noorder Amstelkanaal
- Zuider Amstelkanaal
- Amstelkanaal
- Boerenwetering

### Oost
- Hollandiagracht
- Groene Tunnel
- Polygoongracht
- Profiltigracht
- Merdekagracht

### Nieuw West
- Burgemeester Van Tienhovengracht
- Burgemeester Cramergracht
- Albardagracht
- Slotervaart
- Christoffel Plantijngracht
- Hoekenesgracht
- Osdorpergracht

### Zuidoost
- Snellerwaardgracht
- Stoutenburggracht

## Galerij

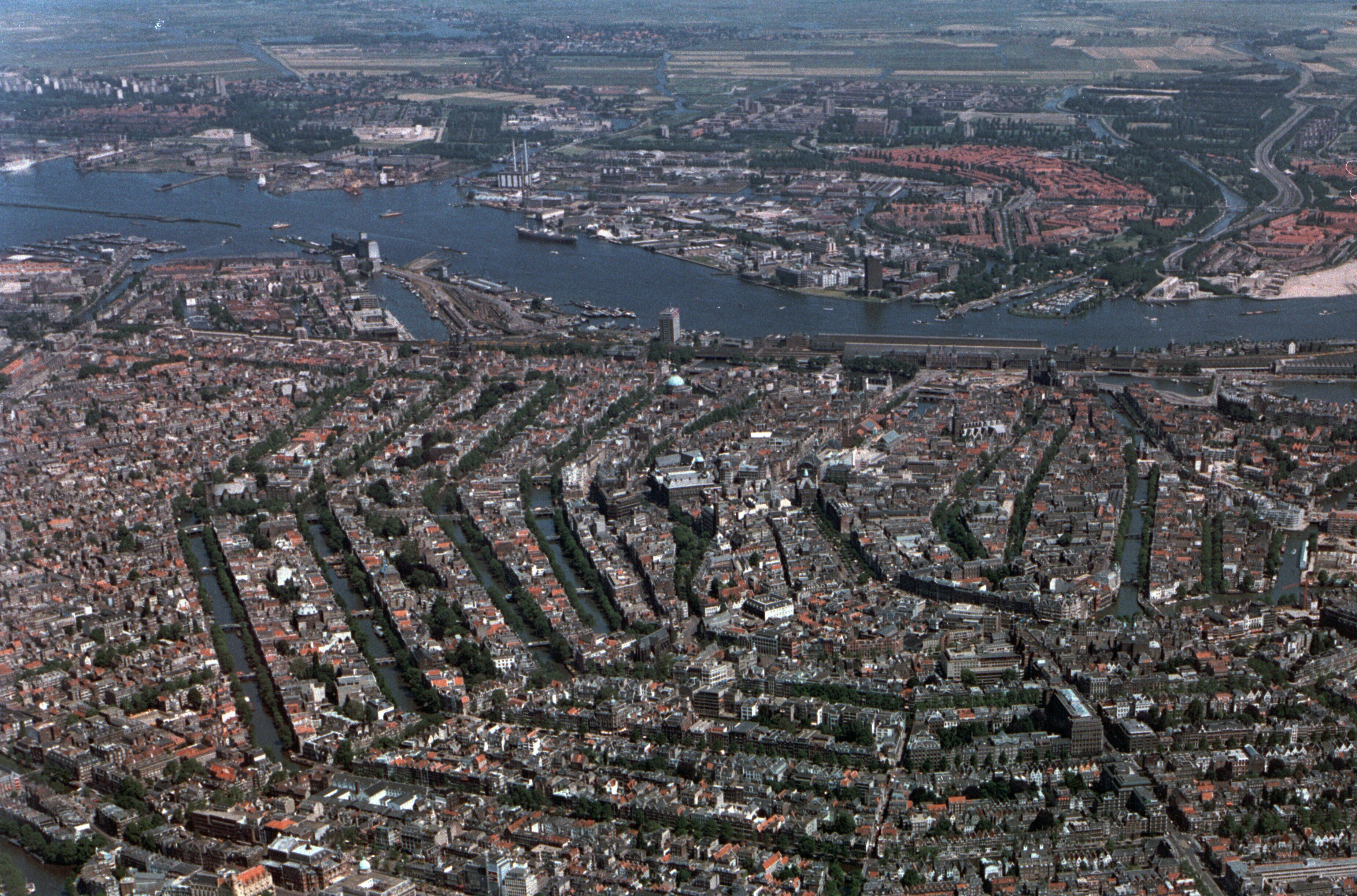
Luchtfoto van Amsterdam (c1982-1986)
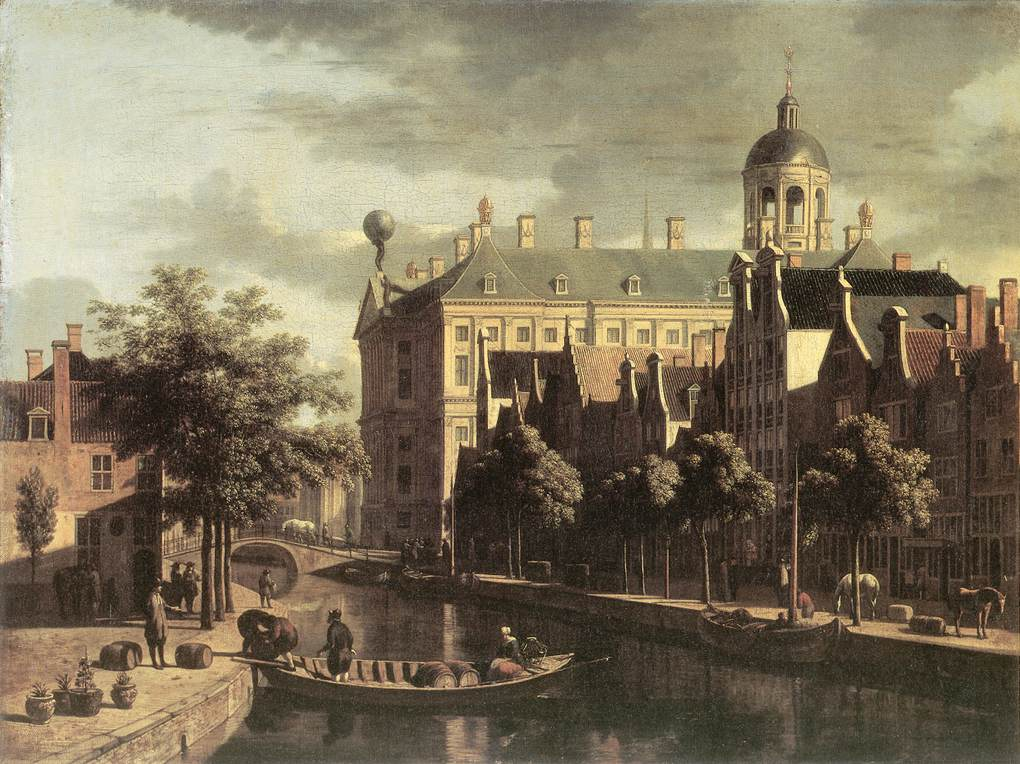
Nieuwezijds Voorburgwal op een zeventiende-eeuws schilderij, door Gerrit Berckheyde
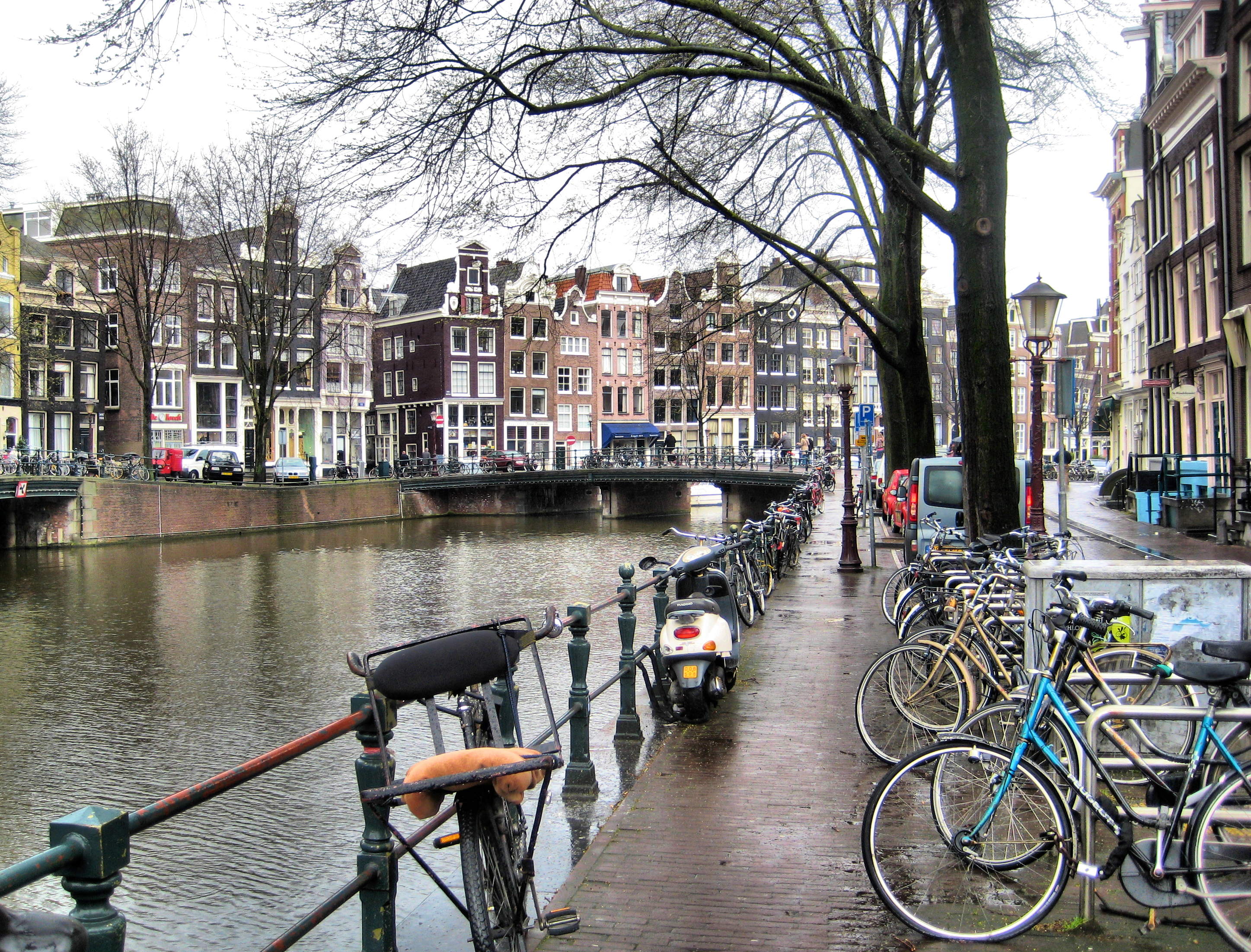
Gracht in 2008